# Icchok Amster
Icchok Amster (pseud. Borski, Młociński, Młot, Roman, ur. 25 października 1903 w Warszawie, zm. prawdopodobnie w 1937 w ZSRR) – działacz komunistyczny, zastępca członka KC KPP od 1930, sekretarz Związku Młodzieży Komunistycznej (ZMK) Okręgu Warszawa-Podmiejska i KPP Okręgu Częstochowa-Piotrków Trybunalski.
Pochodził z żydowskiej rodziny robotniczej; syn Dawida. Skończył 3 klasy szkoły powszechnej, po czym został ślusarzem. 1919-1922 działał w żydowskich młodzieżowych organizacjach komunistycznych i w żydowskim Związku Zawodowym Robotników Przemysłu Metalowego w Warszawie. W grudniu 1921 został na miesiąc aresztowany. W sierpniu 1922 ponownie aresztowany, następnie skazany na 3 lata więzienia; po apelacji wyrok zmniejszono do 2 lat. Podczas pobytu w więzieniu studiował literaturę marksistowską. Po zwolnieniu w maju 1926 był sekretarzem ZMK Okręgu Warszawa-Podmiejska, a kilka miesięcy później został sekretarzem KPP Okręgu Częstochowa-Piotrków. Brał udział w IV Zjeździe KPP (maj-sierpień 1927 pod Moskwą) i V Zjeździe KPP (sierpień 1930 w Peterhofie), na którym został wybrany zastępcą członka KC KPP. W 1927 został skierowany przez KPP do Międzynarodowej Szkoły Leninowskiej w Moskwie, gdzie był 1,5 roku. Po powrocie działał na Górnym Śląsku, gdzie 2 grudnia 1929 został na 4 miesiące aresztowany. Po zwolnieniu wrócił do Warszawy, gdzie był członkiem Egzekutywy Komitetu Warszawskiego KPP. Na początku lat 30. wyjechał do ZSRR i pracował na Uralu. W 1937 został aresztowany i stracony w ramach czystek stalinowskich. W 1956 pośmiertnie zrehabilitowany.